# Soragna
Soragna é uma comuna italiana da região da Emília-Romanha, província de Parma, com cerca de 4.355 habitantes. Estende-se por uma área de 45 km², tendo uma densidade populacional de 97 hab/km².

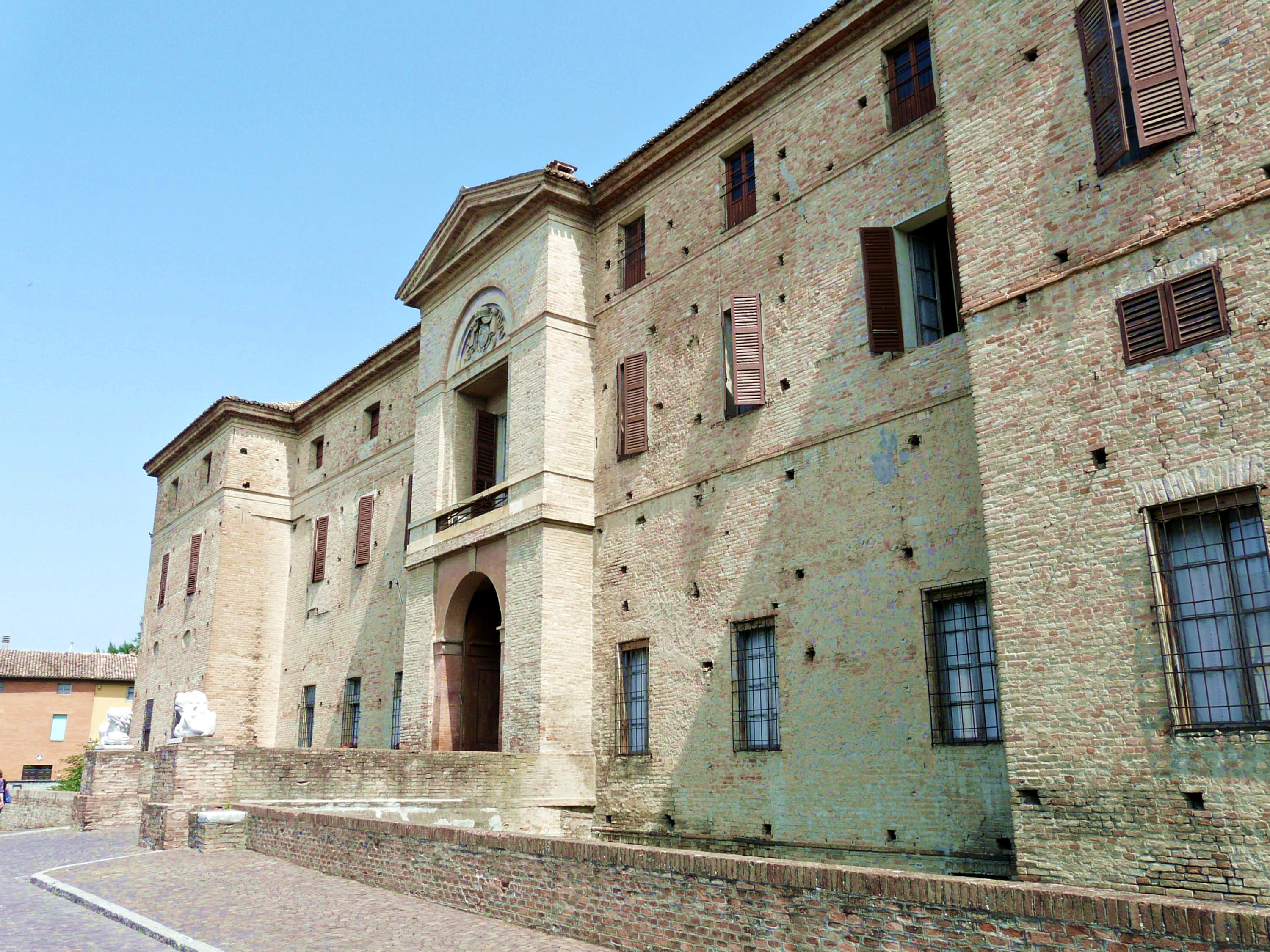
O Castelo Meli Lupi.

Faz fronteira com Busseto, Fidenza, Fontanellato, Roccabianca, San Secondo Parmense, Zibello.

## Demografia
| Variação demográfica do município entre 1861 e 2011                               |
|                                                                                   |
| Fonte: Istituto Nazionale di Statistica (ISTAT) - Elaboração gráfica da Wikipedia |